# Lotus borkouanus
Lotus borkouanus är en ärtväxtart som beskrevs av Quezel. Lotus borkouanus ingår i släktet käringtänder, och familjen ärtväxter. IUCN kategoriserar arten globalt som otillräckligt studerad. Inga underarter finns listade i Catalogue of Life.